# Michael Oser Rabin
Michael Oser Rabin   (Breslau, 1 de setembre de 1931) és un notable científic de la computació i guanyador del Premi Turing, el guardó més prestigiós en aquest camp.

## Biografia
Michael Oser Rabin és fill d'un Rabí, i va néixer a la ciutat que es coneixia llavors com Breslau (que va passar a dir-se Wrocław, després de la Segona Guerra Mundial). Va rebre el seu grau de màster en ciències a la Universitat Hebrea de Jerusalem el 1953, i el seu doctorat a la Universitat de Princeton el 1956.

## Premi Turing
El text en el qual es concedeix el Premi Turing de 1976 conjuntament a Rabin i Dana Scott per un article escrit el 1959, afirma que el guardó va ser concedit:

Pel seu article "Finite Automata and Their Decision Problem" (de l'anglès, "Autòmats Finits i el Problema de la seva Decisibilitat"), que va introduir la idea de les màquines no determinístiques, un concepte enormement valuós, com es provaria més endavant. El seu clàssic article ha estat una contínua font d'inspiració per a posteriors treballs en el camp.

Les màquines no determinístiques s'han convertit en un concepte clau en la teoria de la complexitat computacional, particularment per descriure les classes de complexitat P i NP.

## Altres invents
El 1975, Rabin també va inventar el Test de primalitat de Miller-Rabin, un algorisme aleatori que determina molt ràpidament (però amb una probabilitat d'error minúscula) si un nombre és primer o no. Les proves de primalitat ràpides són fonamentals per a la correcta implementació de molts algorismes de criptografia de clau pública.
El 1979, Rabin va inventar el criptosistema Rabin, que va ser el primer criptosistema asimètric la seguretat del qual es va poder provar equivalent a la factorització d'enters, un problema intractable computacionalment.
El 1981, Rabin va inventar la tècnica coneguda com a transferència inconscient, que permet a l'emissor transmetre un missatge que el receptor té una probabilitat de captar entre 0 i 1, mentre que l'emissor és inconscient de l'èxit de la transmissió.
El 1987, Rabin, juntament amb Richard Karp, va crear un dels algorismes de cerca de cadenes eficients més coneguts, l'algorisme de cerca de cadenes Rabin-Karp, conegut per l'ús d'un hash giratori.
El treball més recent de Rabin es concentra en la seguretat computacional. Actualment ocupa la plaça de professor Thomas J. Watson Sr. de Ciències de la Computació a la Universitat Harvard sent també professor a la Universitat Hebrea de Jerusalem.